# しーざー
しーざーは、日本の漫画家、イラストレーター。

## 経歴・特徴
主に成人向け漫画を執筆し、『COMICポプリクラブ』・『コミックPフラート』各（マックス）で活動していた。また、同人活動では「シザリオン」というサークルで活動している。「好きなものを好きなように描く」のがポリシーであった。

## 作品リスト

### 読み切り・連載
- オトメ解禁日シリーズ
  - オトメ解禁日 コミックポプリクラブ2009年6月号…デビュー作
  - レンアイ偏差値 コミックポプリクラブ2009年8月号
  - オトメ解禁日RE コミックポプリクラブ2009年12月号
  - 人性美味礼賛 コミックポプリクラブ2010年10月号
  - オトメ解禁日 Fin COMICポプリクラブ 2011年2月号…単行本未収録

- 灼熱オカルチズム コミックポプリクラブ2009年10月号

- 吾輩ハ下僕デアル コミックポプリクラブ2010年2月号…作者の初の連載作品[2]
  - 吾輩ハ下僕デアル2 コミックポプリクラブ2010年4月号
  - 吾輩ハ下僕デアル3 コミックポプリクラブ2010年6月号

- メイド様と旦那さん COMICポプリクラブ 2011年4月号
- おとなりさんと♥ ～隣の夢見処女～前・後編 COMICポプリクラブ 2011年8月号・11月号
- おとなりさんと♥ ～隣のスパッツ娘～ コミックPフラート VOL.12 （コミックポプリクラブ2011年8月号増刊）
- おとなりさんと♥ 毎年バレンタインは｢菓子会社の仕掛けた､ただの商戦じゃないか!!｣と毒づいていたけど､今年は隣のケーキ屋の娘さんと過ごします コミックPフラート VOL.16（コミックポプリクラブ2012年4月号増刊）
- おとなりさんと♥ ～隣のキョーダイ事情～第一話・第二話 COMICポプリクラブ 2012年6月号・9月号[3]

### 単行本（成人向け）
- オトメ解禁日 （マックス）  2010年12月16日 / ISBN 978-4863790377

このほか、神無さつき『ぷるぷるHEARTS』（2011年7月）にもコメント＆イラストを寄せていた。